# Buffalo Memorial Auditorium
Le Buffalo Memorial Auditorium (surnommé The Aud) était une salle omnisports située à Buffalo dans l'État de New York. L'aréna fut très connu par son puissant klaxon qui s'active à chaque fois que les Sabres marquent un but au cours d'un match.
Ce fut le domicile des Bisons de Buffalo de la Ligue américaine de hockey, des Sabres de Buffalo de la Ligue nationale de hockey, des Buffalo Braves de la National Basketball Association, des Buffalo Stallions de la Major Indoor Soccer League, des Buffalo Bandits de la Major Indoor Lacrosse League, du Buffalo Blizzard de la seconde National Professional Soccer League, et du Buffalo Stampede de la Roller Hockey International. Il a également organisé un certain nombre de matchs de basket-ball NCAA, ainsi que de nombreuses animations, telles que des concerts, le cirque Ringling Brothers, Disney on Ice, et autres. Avant sa clôture, la salle avait une capacité de 16 325 places pour le hockey sur glace et 18 000 pour le basket-ball.

## Histoire

### La planification et la construction
Le Buffalo Memorial Auditorium était un projet de travaux publics ayant pour objectif de remplacer le vieillissant Civic Auditorium. En juin 1938, les officiels de la ville envoyèrent une demande de subvention à la Work Projects Administration afin de financer la construction de la nouvelle structure. L'approbation d'une aide de 1,2 million de dollars a été annoncé à Washington D.C. le 7 octobre 1938, et de les travaux débutèrent le 30 novembre 1939.

### Ouverture
Construit pour 2 700 000 de dollars, l'inauguration du Memorial Auditorium eu lieu le 14 octobre 1940. À cette époque, l'arène pouvait asseoir 12 280 personnes lors des rencontres de hockey sur glace, avec un supplément de 2 000-3 000 places assises pour le basket-ball et d'autres événements. The Aud a été officiellement dédié à la mémoire de ceux qui sont morts dans les combats de la Première Guerre mondiale. Parmi les premiers événements organisés au Memorial Auditorium étaient des salons automobile et divers spectacles.
Le bâtiment est devenu un centre de divertissement important dans la ville. Durant les sept premiers mois, les événements à l'Auditorium ont attiré près d'un million de spectateurs, et la fréquentation de la première année s'est élevée à 1,3 million. Les habitants de la région affluent dans la salle pour voir des concerts, des rassemblements politiques, des expositions canines, du cirque, des spectacles sur glace et des événements sportifs.

### Agrandissement et rénovation
Le Buffalo Memorial Auditorium est devenu le nouveau domicile d'une franchise professionnelle de hockey sur glace nommée les Bisons de Buffalo. En 1955, l'infrastructure avait besoin d'aménagements et un lifting de $595 000 dollars a été entrepris. Les Bisons furent vendus à la famille Pastor en 1956 et l'équipe fut dissoute après la saison 1969-1970 en raison de l'expansion de la LNH qui accorda une franchise à Buffalo (les Sabres de Buffalo).
En 1970, le Memorial Auditorium fut rénové pour un coût de 8,7 millions $ de dollars. Le toit de 2 200 tonnes fut soulevé de 24 pieds pour faire place à un nouveau niveau supérieur (niveau orange) afin d'agrandir la capacité à 18 000 places pour le basket-ball et 15 858 pour le hockey. Cela était nécessaire pour accueillir les nouveaux arrivants qu'étaient les Sabres de Buffalo de la Ligue nationale de hockey et les Buffalo Braves de la National Basketball Association.
En 1975, les murs et le couloir séparant les sections de sièges rouge et or ont été supprimés. Deux rangées de sièges or ont été installés à la place des murs, ce qui augmenta la capacité totale de l'arène à 16 433 places pour le hockey.
En 1990, des places accessibles aux handicapés ont été installés (abaissement du nombre total de places à 16 325 pour le hockey), la climatisation et les ascenseurs ont été ajoutés à The Aud pour aider à garder le bâtiment fonctionnel jusqu'à ce que les discussions et les décisions sur une nouvelle arène à Buffalo aboutissent.

### Fermeture et démolition
Le Buffalo Memorial Auditorium est fermé en 1996, date à laquelle les Sabres, les Bandits, et Blizzard déménagent à quelques rues au sud dans la nouvelle Marine Midland Arena (devenue HSBC Arena). À partir de là, le bâtiment est resté fermé au public, mais le Studio Arena Theatre de Buffalo fut parfois autorisé à utiliser la surface importante pour fabriquer les décors de ses productions.
Presque laissé à l'abandon, le bâtiment n'a cessé de se détériorer au fil des années. Les conduites d'eau se brisèrent et l'humidité fit des ravages. La ville de Buffalo est devenue trop laxiste dans la surveillance de l'édifice, ce qui permettait à quiconque de pénétrer dans le bâtiment pour commettre des actes de vandalisme et faire des graffitis. Malgré cela, les principaux aspects de l'édifice sont restés intact. Au cours de l'émission Hockey Night in Canada diffusée sur CBC lors de la Classique hivernale de la LNH 2008, l'intérieur de The Aud a été filmé. La vidéo a montré que les tribunes et la surface sont restés pratiquement intacts. Plus particulièrement, les publicités datant du dernier match à domicile des Sabres en 1996 étaient toujours présentes et le tableau d'affichage toujours accroché au-dessus de la patinoire.
Au milieu des années 2000, plusieurs projets étaient en discussions pour rénover le Memorial Auditorium et le convertir en un magasin Bass Pro Shops; cependant le 29 mars 2007, ces plans ont été officiellement abandonnés. En décembre 2007, The Aud a été vendu $1 dollar à Erie Canal Harbor Development Corporation par la ville de Buffalo dans l'espoir qu'il soit désamianté et démoli. Tous les articles récupérables dans le bâtiment devaient être vendus, stockés, ou supprimés avant le commencement de la démolition. La vente de ces objets, notamment des sièges, permis d'aider à financer un monument à la mémoire du Buffalo Memorial Auditorium.
L'enlèvement de l'amiante et les autres assainissements environnementaux ont été réalisés à la fin de l'année 2008 en préparation de la démolition. Une grande partie de la destruction débuta en janvier 2009. L'ensemble de la démolition fut estimé à 10 millions $. La cérémonie "Farewell Buffalo Memorial Auditorium Ceremony" a eu lieu le 30 juin 2009.

## Événements
- 31e Match des étoiles de la Ligue nationale de hockey, 24 janvier 1978
- Skate America 1990
- Repêchage d'entrée dans la LNH 1991, 22 juin 1991
- UFC 7: The Brawl in Buffalo, 8 septembre 1995

## Galerie

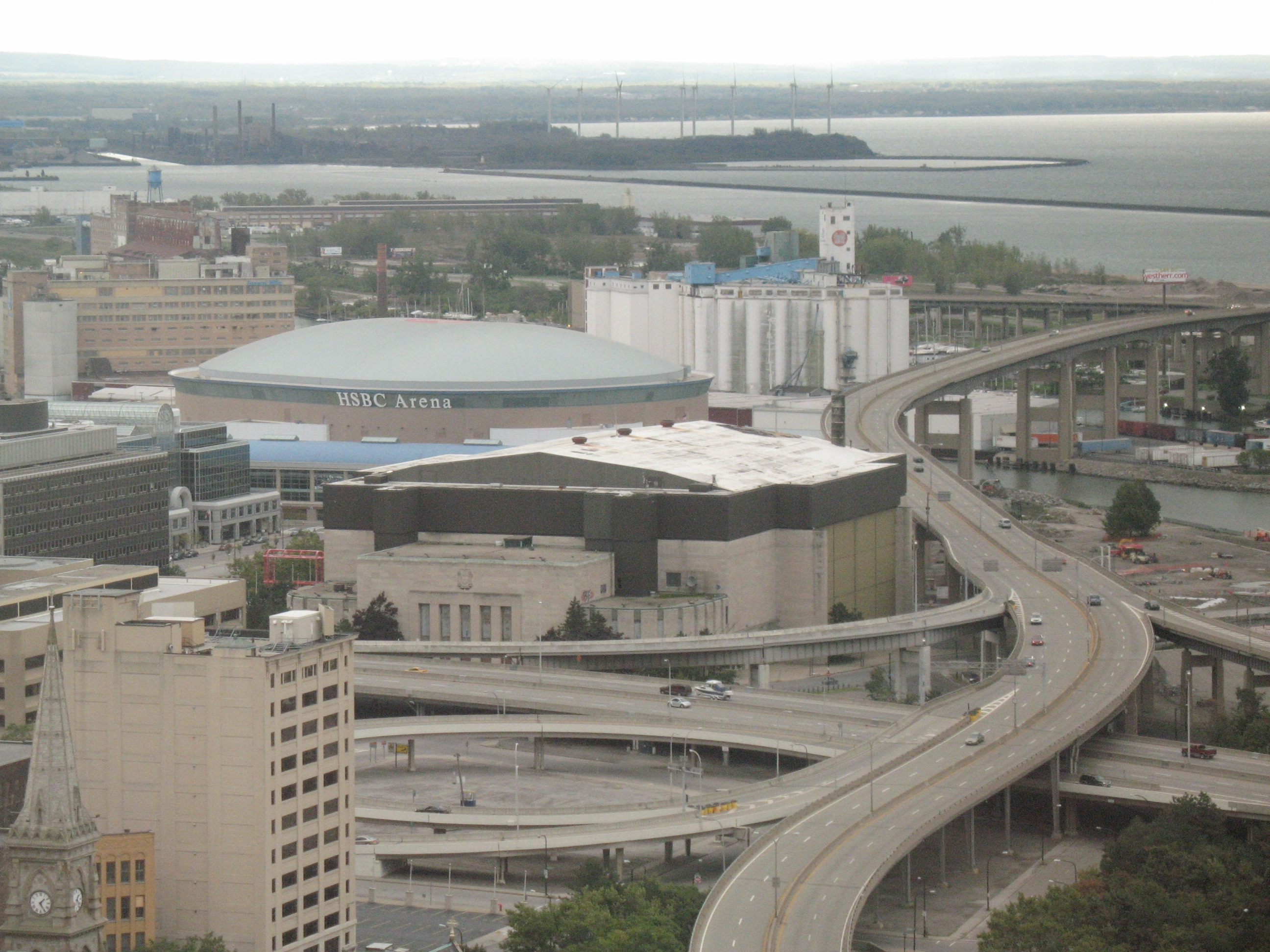
The Aud et HSBC Arena
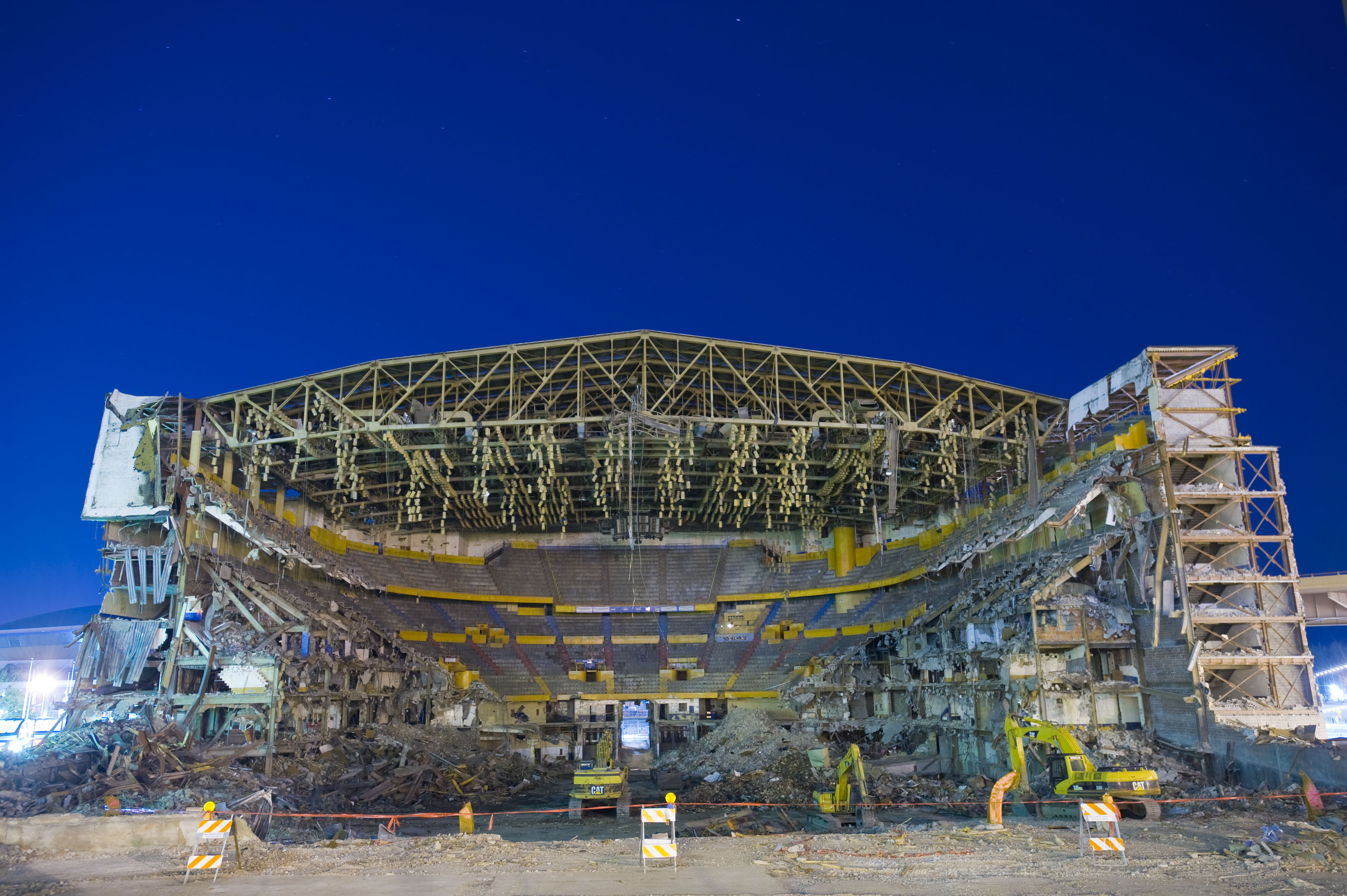
Démolition en 2009